# Dom Ajda
Dom Ajda (center šolskih in obšolskih dejavnosti) leži na razglednem pobočju Libeliške gore v občini Dravograd. 
S terase se odpira lep razgled na Dravsko dolino z vasjo Libeliče, prek Drave pa na mejno goro Košenjak (1522 m) in avstrijsko Štalensko goro (Magdalensberg). V zaledju leži gozdnata Strojna (1054 m) z raztresenimi gorskimi kmetijami. 
Bližnja okolica ima vse tipe življenjskih prostorov, primernih za naravoslovno delo, bogato kulturno dediščino in lepe primerke ljudske arhitekture. V neposredni bližini je mnogo poti za gorsko kolesarjenje, ob Dravi stoji čolnarna, urejen pa je tudi pristan za kanuje. Ob domu so še letna učilnica, igrišče za košarko in odbojko na pesku ter samostoječa plezalna stena. 

## Dostop
Pristop do doma Ajda na Libeliški Gori je iz Dravograda po cesti, ki vodi do vasi Libeliče. Dostop je možen tudi za velike avtobuse.